# Viper (computerspel)
Viper  is een videospel voor de Commodore 64. Het spel werd uitgebracht in 1988. Het spel is een Shoot 'em up en kan door maximaal één persoon gespeeld worden. 